# Giallo (canal de televisão)
Giallo é um canal de televisão gratuito italiano de propriedade da Warner Bros. Discovery.

## História
Em 7 de maio de 2012, a Switchover Media realizou o desligamento do CanalOne e passou a exibir anúncios sobre o lançamento do novo canal. Em 14 de maio de 2012, iniciou a primeira transmissão do Giallo.
Em 14 de janeiro de 2013, o canal passou a ser produzido pela Discovery Italia, após a aquisição da editora Switchover Media. A partir de 9 de abril de 2014, o Giallo também iniciou suas transmissões via satélite na Sky Italia no canal 144. Três dias depois o canal renovou seu logotipo e grafismo. A partir de 6 de fevereiro do mesmo ano, o "D" transparente é adicionado à esquerda do logotipo, ação realizada para os demais canais gratuitos pertencentes ao Discovery.